# Niveaphasma annulatum
Niveaphasma annulatum är en insektsart som först beskrevs av Hutton 1898.  Niveaphasma annulatum ingår i släktet Niveaphasma och familjen Diapheromeridae. Inga underarter finns listade i Catalogue of Life.